# Old Sarum
|  | Dieser Artikel oder Abschnitt wurde wegen inhaltlicher Mängel auf der Qualitätssicherungsseite der Redaktion Geschichte eingetragen (dort auch Hinweise zur Abarbeitung dieses Wartungsbausteins). Dies geschieht, um die Qualität der Artikel im Themengebiet Geschichte auf ein akzeptables Niveau zu bringen. Dabei werden Artikel gelöscht, die nicht signifikant verbessert werden können. Bitte hilf mit, die Mängel dieses Artikels zu beseitigen, und beteilige dich bitte an der Diskussion! |

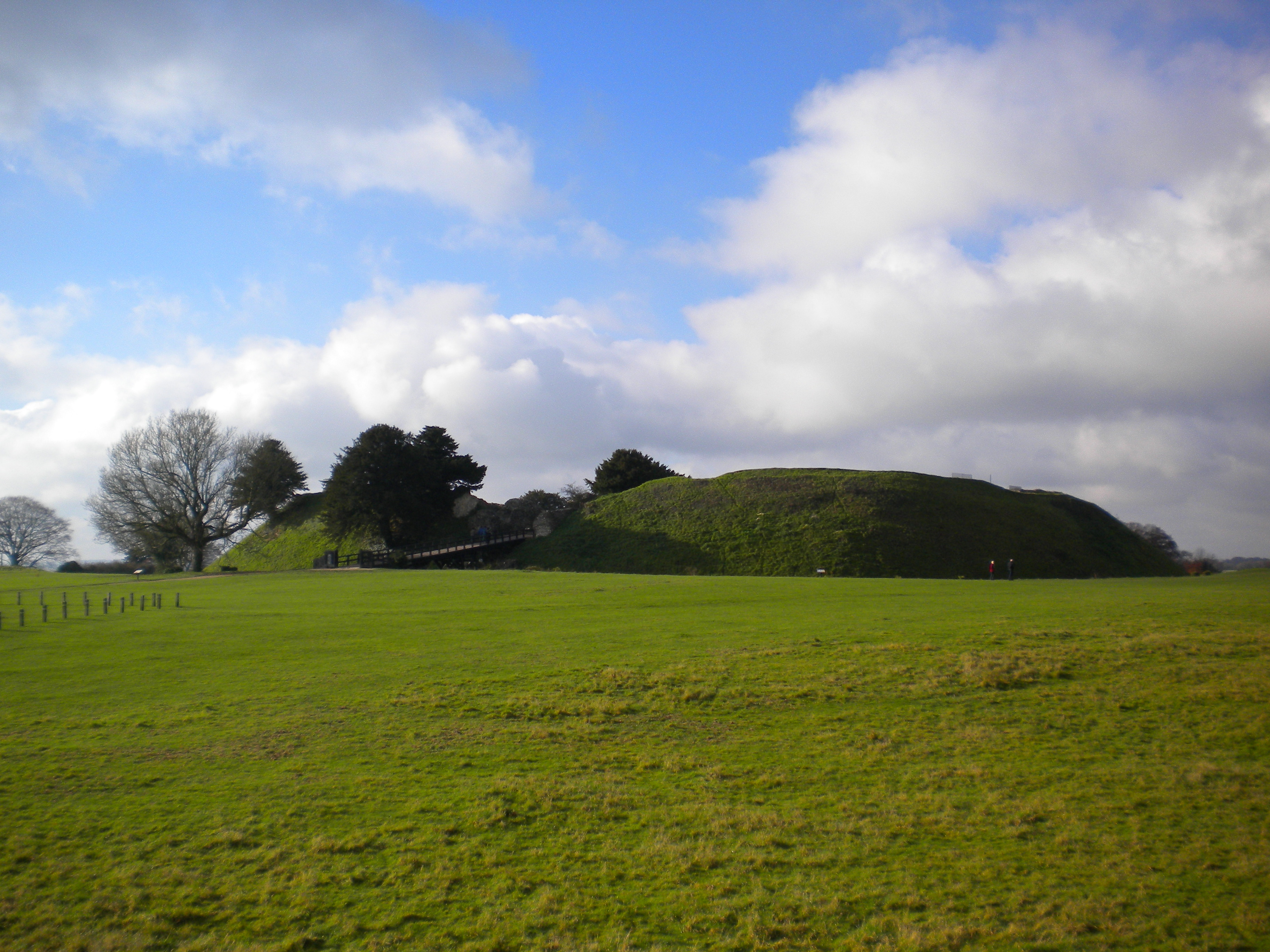
Old Sarum (2010)

Old Sarum ist die älteste Siedlung Salisburys (Wiltshire, England), und eine der ältesten, die in den Aufzeichnungen Englands erscheinen. Es gibt Anzeichen dafür, dass der Ort schon um 3000 v. Chr. bewohnt wurde. Old Sarum liegt auf einem Hügel, ca. drei Kilometer nördlich des heutigen Salisburys, an der westlichen Seite der Straße, die nach dem etwa 10 Kilometer entfernten Stonehenge führt. Der heutige Name scheint eine Korruption der mittelalterlichen lateinischen und normannischen Formen des Namens Salisbury zu sein, wie Sarisburie, das im Domesday Book verzeichnet wurde. Es wird von English Heritage verwaltet und ist für die Öffentlichkeit zugänglich. Old Sarum war zu Beginn des 19. Jahrhunderts der berüchtigtste der rotten boroughs, der einmal mit sieben Wahlberechtigten, die alle dort nicht sesshaft waren, zwei Abgeordnete ins Parlament sandte.

## Geschichte

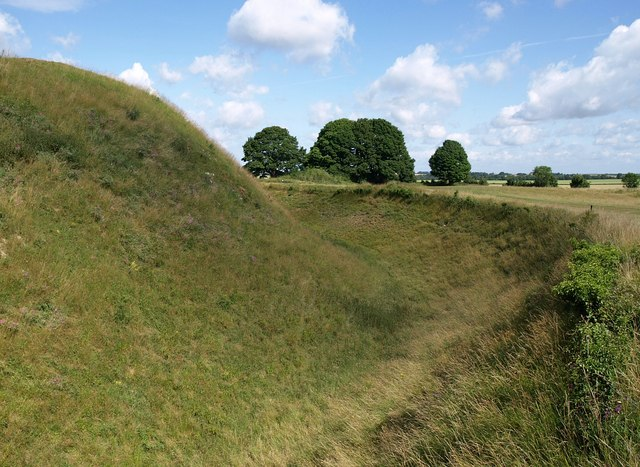
Ringwall

### Old Sarum zur Zeit der Kelten, Römer und Angelsachsen
Sir Richard Colt Hoare, ein englischer Historiker des 18. Jahrhunderts, der die Ausgrabungsergebnisse von William Cunnington in Stonehenge veröffentlichte, beschrieb Old Sarum als „a city of high note in the remotest periods by the several barrows near it, and its proximity to the two largest Druidical temples in England, namely, Stonehenge and Avebury“ (deutsch: „eine Stadt, die den nahe gelegenen Hügelgräbern und der Nachbarschaft zu den zwei größten Druiden-Tempeln in England, nämlich Stonehenge und Avebury, nach zu urteilen, in frühesten Zeiten einen hohen Ruf genoss“). Nach heutigem Wissen wurde Stonehenge lange vor der Zeit der keltischen Druiden errichtet, was damals allerdings noch nicht bekannt war.
In der zweiten Hälfte des ersten Jahrhunderts v. Chr. gehörte Old Sarum vermutlich zum Gebiet der Atrebaten, einem ursprünglich in Gallien beheimateten Volksstamm der Belger, der nach der römischen Eroberung Galliens durch Caesar nach Britannien übersiedelte. Nach der römischen Eroberung Britanniens im ersten Jahrhundert n. Chr. lag Old Sarum am Kreuzungspunkt zweier Römerstraßen und es existierte vermutlich am Fuße des Hügels eine kleinere römische Siedlung namens Sorviodunum.
Old Sarum war ein Fort an der strategisch wichtigen Stelle, wo zwei Handelsrouten und der Fluss Avon zusammentrafen. Das Fort war oval aufgebaut und maß ungefähr 405 m in der Länge und 360 m in der Breite. Es bestand aus einem einzigen Kreiswall und einem Graben. Der Eingang befand sich am östlichen Ende.
Old Sarum wurden unter dem Namen Sorbiodunum Privilegien des römischen Rechts zugestanden. Dem König von Wessex, Cynric, wird nachgesagt, Old Sarum im Jahr 552 erobert zu haben. Unter angelsächsischer Herrschaft wurde sie zu einer der ansehnlichsten Städte des westlichen angelsächsischen Königreichs und besaß bald nach dem Übertritt der Sachsen zum Christentum mehrere kirchliche Einrichtungen. Anfang des 9. Jahrhunderts wurde die Stadt häufig von Egbert von Wessex als Residenz genutzt. König Edgar rief 960 den Nationalrat in Old Sarum zusammen, um eine Möglichkeit zu finden, die Dänen in den Norden zurückzuwerfen.
Der Schriftsteller und Kleriker Peter of Blois (1125–1203) beschrieb Old Sarum als „barren, dry, and solitary, exposed to the rage of the wind; and the church (stands) as a captive on the hill where it was built, like the ark of God shut up in the profane house of Baal“ (deutsch: „öde, trocken, und allein stehend, der Wut des Windes ausgesetzt; und die Kirche (steht) wie ein Gefangener auf dem Hügel, auf dem sie gebaut wurde, wie die Bundeslade Gottes, als sie in Baals gottlosem Haus eingeschlossen war“).

### Die Zeit nach der normannischen Eroberung Englands

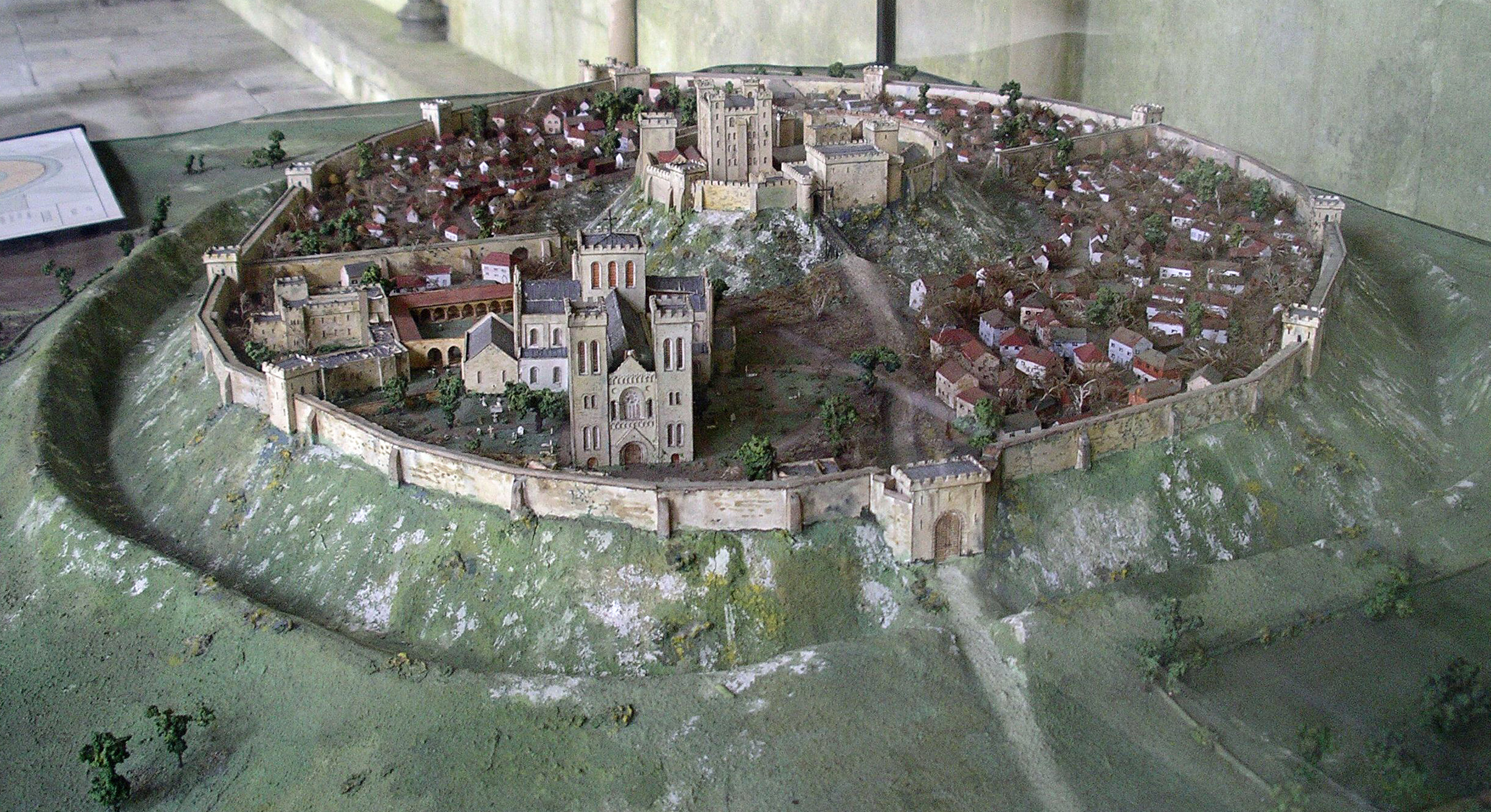
Modell von Old Sarum im 12. Jh.

Nach der normannischen Eroberung Englands wurde die Stadt nach dem Grafen, der die Gegend erhielt, Salisberie genannt. Er ließ eine hölzerne Burg mit einem Burggraben bauen. 1075 wurde mit dem Bau einer Kathedrale und eines Palastes für den Bischof begonnen. 1092 war der Bau der beiden Gebäude abgeschlossen. Die Kathedrale wurde von einem Sturm schwer beschädigt, der Erzählung nach nur fünf Tage nach der Einweihung. Roger von Salisbury baute die Kathedrale wieder auf und erweiterte Teile; diese Arbeiten wurden um 1120 abgeschlossen. 1100 wurde ein steinerner Bergfried (siehe Motte) gebaut. Es gab fünf Wälle, vier in der Stadt und einen in der Burg, hauptsächlich konstruiert, um die Garnison und die Einwohner im Falle eines Krieges oder während einer Belagerung zu unterstützen.
1086 versammelte Wilhelm der Eroberer Prälaten, Adlige, Sheriffs und Ritter seines neuen Herrschaftsgebietes, um sich dort von ihnen huldigen zu lassen. Möglicherweise wurde auch das Feudalgesetz beschlossen, da im selben Jahr das Domesday Book begonnen wurde. Es wurden zwei weitere Nationalversammlungen in Old Sarum abgehalten: eine von Wilhelm II. im Jahr 1096 und eine 1116 von Heinrich I.

### Niedergang Old Sarums und Aufstieg Salisburys

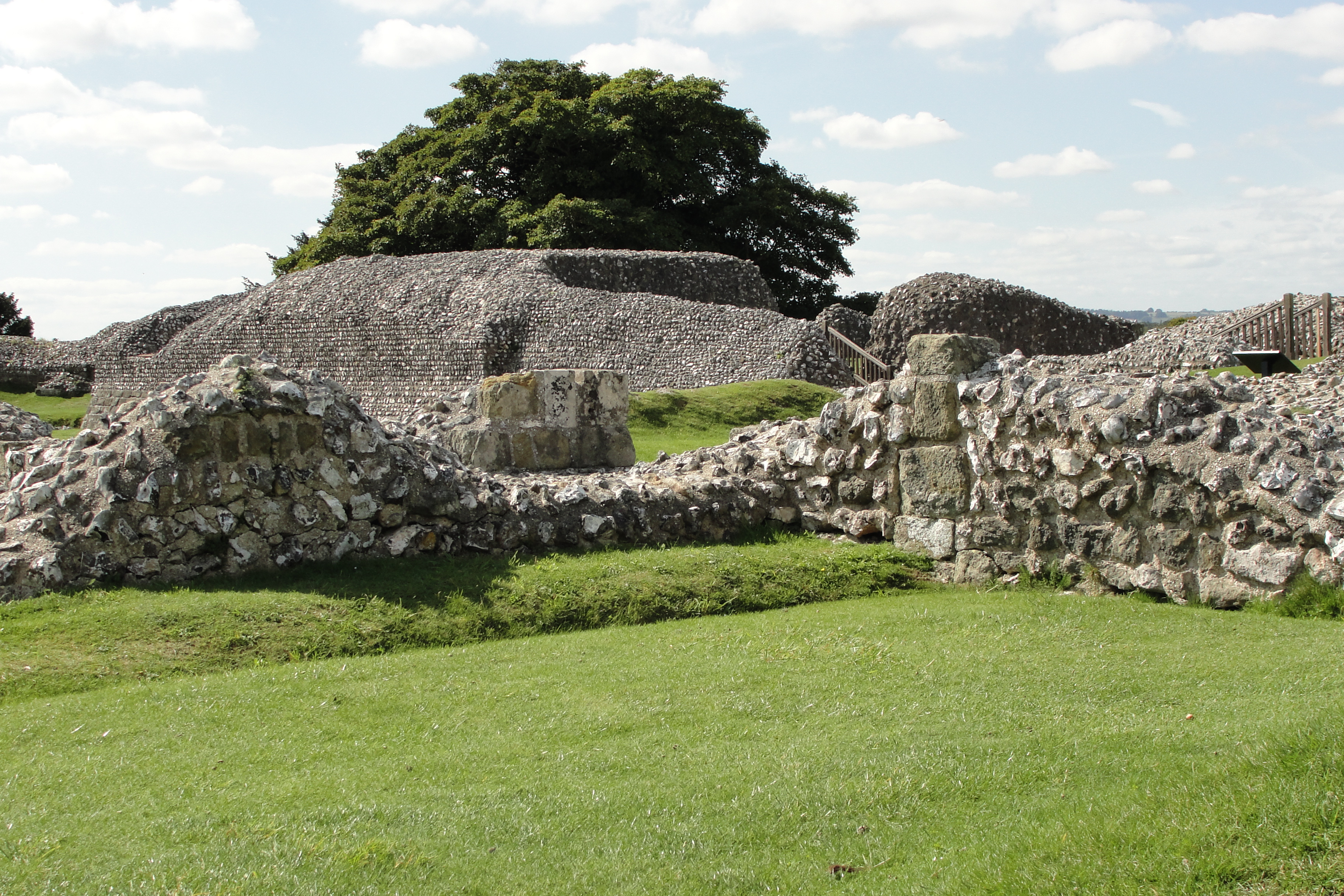
Reste der mittelalterlichen Burganlage

In Old Sarum mangelte es schließlich an Freiraum für neue Gebäude. Außerdem wurde der Wasservorrat an der Hügelspitze besteuert, was zu einer schlechten Situation für die Bewohner der Stadt führte. Da sich die Kathedrale und die Burg in enger Nachbarschaft zueinander befanden und deren jeweilige Verantwortliche regelmäßig aneinandergerieten, war ein Standortwechsel einer der großen Bauten unumgänglich. Ab 1217 verließen Einwohner Old Sarums die Stadt und bauten mit ihrem mitgebrachten Baumaterial neue Häuser in New Sarum/Salisbury. 1220 begann Bischof Richard Poore mit dem Bau einer neuen Kathedrale am Ufer des Avon, um die herum nach und nach eine neue Siedlung entstand.
Von den Gebäuden Old Sarums sind nur Grundmauern geblieben, Besucher können leicht die Umrisse der alten Burg und der Kathedrale erkennen. 
Seit der Herrschaft Eduards II. wählte Old Sarum zwei Mitglieder ins House of Commons, obwohl es seit spätestens dem 17. Jahrhundert keine ansässigen Wähler mehr gab. Einer der Gewählten war William Pitt der Ältere, der im 18. Jahrhundert Premierminister war. 1831 nahmen elf Menschen an der Wahl teil, allesamt Landbesitzer aus dem Umland, was dazu führte, dass Old Sarum das drastischste Beispiel für einen rotten borough wurde. Der Reform Act 1832 behob diesen Anachronismus und hob den Wahlkreis Old Sarum auf.

## Verarbeitungen in der Kunst

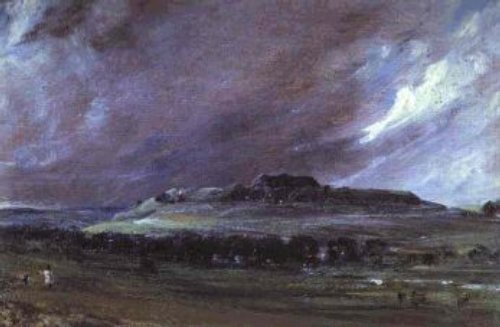
Old Sarum auf einem Gemälde von John Constable (1829)

Schriftsteller wie beispielsweise Ken Follett nahmen den geschichtsträchtigen Ort als Impression für ihre Werke. So verwendete Follett für das Buch Die Säulen der Erde, das im mittelalterlichen England spielt, auch Impressionen aus der Geschichte Sarums bzw. Old Sarums. Edward Rutherfurd (eigentlich Francis Edward Wintle), der selbst aus Salisbury stammt, schrieb in seinem Roman Sarum, der 1987 erschien, fiktive Familienschicksale nieder, die sich alle auf Abschnitte der Geschichte Sarums beziehen, und erzählt so anhand ebendieser Geschichten die Geschichte Sarums. Auch bei Gemälden wird auf Sarum zurückgegriffen. So malte der englische Künstler John Constable im Jahr 1829 ein Werk, das Old Sarum zeigt. Des Weiteren malte Constable auch Bilder, die z. B. die Kathedrale von Salisbury abbilden.

## Persönlichkeiten
Söhne und Töchter:
- John Bevis (1695–1771), Arzt und Amateurastronom